# 카를 갈레
카를 갈레(독일어: Carl Galle, 1872년 10월 5일 ~ 1963년 4월 18일)는 독일의 육상 선수이다. 그는 아테네에서 열린 1896년 하계 올림픽에 참가했다.
갈레는 1500m에 참가했다. 에드윈 플랙(오스트레일리아), 아서 블레이크(미국), 알뱅 레르뮈지오(프랑스)에 이어서 4위를 차지했다.